# Julie Pinel
Julie Pinel (1710-1737) fue una compositora y clavecinista francesa, nacida en la familia Pinel, músicos de la corte. Se sabe muy poco de su vida, pero dedicó su colección de canciones al "Príncipe de Soubize", que podría ser Charles de Rohan, el patrón de su familia.

## Trabajos
Pinel publicó una colección de 31 canciones, Nueva colección de melodías serias y para beber en 1737: 
- La Primavera
- Ruiseñores
- Boccages
- Ecos indiscretos
- Pastoras
- Por qué
- Appollonius, ópera[3]

Su música ha sido grabada y lanzada en CD: 
- The Pleasures of Love and Libation: La Donna Musicale, Director: Laury Gutiérrez, Audio CD (11 de mayo de 2007), Etiqueta: La, ASIN: B003050FXY
- Nueva colección de melodías serias y para beber.